# عذم لحوي
العذم اللحوي  (باللاتينية: Stipa barbata) نوع نباتي يتبع جنس العذم من الفصيلة النجيلية.
النبات عبارة عن حشيشة معمرة يصل ارتفاعها إلى 100 سم وقد كان واسع الانتشار في المناطق الشمالية والغربية من البادية ومن الأنواع المساعدة في تثبيت الرمال ويخشى الأتربة الثقيلة ويصلح للبذر المباشر على خطوط الغرس في المسافات البينية بين الغراس الرعوية ويعتبر مكملاً علفياً للسرمقيات. معظم نموه في فصل الربيع وأوائل الصيف، من النباتات الرعوية الممتازة والعالية الاستساغة. يعتبر أحد الأنواع الذروية لمجتمع الشيح القبأ وهو نوع محلي، يمكنه التجدد الطبيعي بواسطة البذور بعد الاسترساء في العام الثاني للزراعة.

## الموئل والانتشار
موطنه بلاد الشام وتركيا المغرب العربي وبعض مناطق حوض البحر الأبيض المتوسط والقوقاز.